# Seven Deadly Sins
Seven Deadly Sins (japanisch 七つの大罪 Nanatsu no Taizai, deutsch ‚die sieben Todsünden‘) ist eine Manga-Serie von Nakaba Suzuki, die von 2012 bis 2020 in Japan erschien. Sie ist in die Genres Fantasy, Abenteuer und Action einzuordnen und erfuhr von 2014 bis 2021 eine Umsetzung als Anime-Fernsehserie. Seit 2021 erscheint der Ableger Four Knights of the Apocalypse, der seit 2023 ebenfalls als Anime adaptiert wird.

## Inhalt
In der Region Britannias wird der König des Reiches Liones von den Heiligen Rittern gestürzt. Diese nehmen die königliche Familie gefangen und errichten eine tyrannische Regierung. Elizabeth, dritte Prinzessin, begibt sich auf die Suche nach den Seven Deadly Sins – sieben Rittern, die zehn Jahre zuvor angeblich auch den König stürzen wollten und besiegt wurden. Jedoch sollen sie noch am Leben sein. Auf ihrer Suche trifft sie zuerst auf Meliodas, kindlicher Wirt einer wandernden Bar. Das sprechende Schwein Hawk ist sein Kamerad, das die Bar sauberhält, indem es allen Müll frisst. Meliodas stellt sich als einer der Seven Deadly Sins heraus, als Sünde des Zorns und Anführer der Gruppe. Sie machen sich auf, die anderen Ritter zu finden und das Königreich zu retten. Dabei treffen sie auf die anderen Sins: die Riesin Diane, Todsünde des Neids; den Banditen Ban, Todsünde der Gier; den Feenkönig Harlequin, welcher „King“ genannt wird, Todsünde der Trägheit; den studierenden Gowther, Todsünde der Wollust, die wunderschöne Merlin, Todsünde der Selbstsucht, und den von der höchsten Gottheit gesegneten Escanor, die Todsünde des Hochmutes.

## Veröffentlichung
Die Serie erschien ab dem 10. Oktober 2012 (Ausgabe 45/2012) in Einzelkapiteln im Shōnen Magazine des Verlags Kodansha. Am 25. März 2020 wurde die Serie abgeschlossen. Sie erschien außerdem in 41 Sammelbänden. Die Bände von Seven Deadly Sins verkauften sich jeweils über 700.000 mal in Japan.
Im Magazin Bessatsu Shōnen Magazine erschien von August 2014 bis Oktober 2016 ein Comedy-Ableger unter dem Titel Nanatsu no Taizai Gakuen (迷え！七つの大罪学園！ Mayoe! Nanatsu no Taizai Gakuen!). Dieser wurde auch in vier Sammelbänden herausgegeben. Darüber hinaus wurde im Oktober 2013 ein Crossover mit der Serie Fairy Tail veröffentlicht sowie Specials zu Seven Deadly Sins in den Magazinen Nakayoshi und Magazine Special. Der Ableger Nanatsu no Taizai Production (七つの大罪プロダクション) wurde von November 2015 bis Oktober 2017 im Magazin Aria veröffentlicht und in vier Bänden gesammelt herausgegeben. Von Januar bis August 2017 wurde im Shōnen Magazine Edge der Ableger Nanatsu no Taizai: Seven Days ~Tōzoku to Seishōjo~ (七つの大罪 セブンデイズ～盗賊と聖少女～) herausgebracht, der später auch in zwei Sammelbänden erschien. Von Februar 2016 bis 2017 erschien das Spin-off Nanatsu no Taizai: King no Mangamichi (七つの大罪 キングのまんが道), zunächst im Magazine Special und seit Februar 2017 im Magazine Pocket. Die Reihe wurde auch in drei Sammelbänden veröffentlicht.
Schließlich wird seit Januar 2021 der Ableger Seven Deadly Sins: Four Knights of the Apocalypse (黙示録の四騎士 Mokushiroku no Yon-kishi) veröffentlicht. Die Serie erscheint zunächst im Shōnen Magazine und danach in bisher 22 Sammelbänden (Stand Juli 2025).
Eine deutsche Übersetzung der Serie erschien von März 2015 bis Januar 2022 bei Carlsen Manga mit allen 41 Bänden. Der Ableger Seven Deadly Sins: Four Knights of the Apocalypse wird von Carlsen seit Juni 2022 in bisher 13 Bänden veröffentlicht (Stand Juni 2025). Eine englische Übersetzung wird von der Plattform Crunchyroll online international zugänglich gemacht. Der Verlag Pika Édition bringt eine französische, Norma Editorial, Editorial Ivréa und Panini Comics bringen eine spanische und Tong Li Publishing eine chinesische Fassung heraus. Bei JBC erschien die Serie auf Portugiesisch und bei Edizioni Star Comics auf Italienisch.

### Liste der Manga-Bände
| Band                                         | Japanisch        | Japanisch              | Deutsch          | Deutsch                |
| Band                                         | Veröffentlichung | ISBN                   | Veröffentlichung | ISBN                   |
| -------------------------------------------- | ---------------- | ---------------------- | ---------------- | ---------------------- |
| 1                                            | 15. Feb. 2013    | ISBN 978-4-06-384802-1 | 17. März 2015    | ISBN 978-3-551-73471-6 |
| 2                                            | 17. Apr. 2013    | ISBN 978-4-06-384852-6 | 26. Mai 2015     | ISBN 978-3-551-73472-3 |
| 3                                            | 17. Juni 2013    | ISBN 978-4-06-384884-7 | 28. Juli 2015    | ISBN 978-3-551-73473-0 |
| 4                                            | 16. Aug. 2013    | ISBN 978-4-06-394918-6 | 29. Sep. 2015    | ISBN 978-3-551-73474-7 |
| 5                                            | 17. Okt. 2013    | ISBN 978-4-06-394947-6 | 1. Dez. 2015     | ISBN 978-3-551-73475-4 |
| 6                                            | 17. Dez. 2013    | ISBN 978-4-06-394988-9 | 26. Jan. 2016    | ISBN 978-3-551-73476-1 |
| 7                                            | 17. Feb. 2014    | ISBN 978-4-06-395013-7 | 22. März 2016    | ISBN 978-3-551-73477-8 |
| 8                                            | 17. Apr. 2014    | ISBN 978-4-06-395054-0 | 30. Mai 2016     | ISBN 978-3-551-73478-5 |
| 9                                            | 17. Juni 2014    | ISBN 978-4-06-395107-3 | 26. Juli 2016    | ISBN 978-3-551-73479-2 |
| 10                                           | 16. Aug. 2014    | ISBN 978-4-06-395162-2 | 27. Sep. 2016    | ISBN 978-3-551-73480-8 |
| 11                                           | 17. Okt. 2014    | ISBN 978-4-06-395219-3 | 29. Nov. 2016    | ISBN 978-3-551-73481-5 |
| 12                                           | 17. Dez. 2014    | ISBN 978-4-06-395265-0 | 31. Jan. 2017    | ISBN 978-3-551-73482-2 |
| 13                                           | 17. Feb. 2015    | ISBN 978-4-06-395321-3 | 2. Mai 2017      | ISBN 978-3-551-73483-9 |
| 14                                           | 17. Apr. 2015    | ISBN 978-4-06-395371-8 | 4. Juli 2017     | ISBN 978-3-551-73484-6 |
| 15                                           | 17. Juni 2015    | ISBN 978-4-06-395418-0 | 29. Aug. 2017    | ISBN 978-3-551-73485-3 |
| 16                                           | 12. Aug. 2015    | ISBN 978-4-06-395458-6 | 31. Okt. 2017    | ISBN 978-3-551-73486-0 |
| 17                                           | 16. Okt. 2015    | ISBN 978-4-06-395519-4 | 19. Dez. 2017    | ISBN 978-3-551-73487-7 |
| 18                                           | 17. Dez. 2015    | ISBN 978-4-06-395561-3 | 27. Feb. 2018    | ISBN 978-3-551-73488-4 |
| 19                                           | 17. Feb. 2016    | ISBN 978-4-06-395602-3 | 30. Apr. 2018    | ISBN 978-3-551-73489-1 |
| 20                                           | 15. Apr. 2016    | ISBN 978-4-06-395650-4 | 26. Juni 2018    | ISBN 978-3-551-73490-7 |
| 21                                           | 17. Juni 2016    | ISBN 978-4-06-395690-0 | 28. Aug. 2018    | ISBN 978-3-551-73491-4 |
| 22                                           | 17. Aug. 2016    | ISBN 978-4-06-395729-7 | 30. Okt. 2018    | ISBN 978-3-551-73492-1 |
| 23                                           | 17. Okt. 2016    | ISBN 978-4-06-395778-5 | 27. Dez. 2018    | ISBN 978-3-551-73493-8 |
| 24                                           | 16. Dez. 2016    | ISBN 978-4-06-395829-4 | 26. Feb. 2019    | ISBN 978-3-551-73494-5 |
| 25                                           | 17. März 2017    | ISBN 978-4-06-395895-9 | 30. Apr. 2019    | ISBN 978-3-551-73495-2 |
| 26                                           | 17. Mai 2017     | ISBN 978-4-06-395948-2 | 2. Juli 2019     | ISBN 978-3-551-73496-9 |
| 27                                           | 14. Juli 2017    | ISBN 978-4-06-510039-4 | 27. Aug. 2019    | ISBN 978-3-551-73497-6 |
| 28                                           | 17. Okt. 2017    | ISBN 978-4-06-510242-8 | 29. Okt. 2019    | ISBN 978-3-551-73498-3 |
| 29                                           | 15. Dez. 2017    | ISBN 978-4-06-510582-5 | 24. Dez. 2019    | ISBN 978-3-551-73499-0 |
| 30                                           | 16. Feb. 2018    | ISBN 978-4-06-510966-3 | 29. Apr. 2020    | ISBN 978-3-551-73500-3 |
| 31                                           | 17. Apr. 2018    | ISBN 978-4-06-511205-2 | 2. Juni 2020     | ISBN 978-3-551-75176-8 |
| 32                                           | 15. Juni 2018    | ISBN 978-4-06-511616-6 | 30. Juni 2020    | ISBN 978-3-551-75177-5 |
| 33                                           | 17. Aug. 2018    | ISBN 978-4-06-512235-8 | 1. Sep. 2020     | ISBN 978-3-551-75178-2 |
| 34                                           | 16. Nov. 2018    | ISBN 978-4-06-512991-3 | 27. Okt. 2020    | ISBN 978-3-551-75179-9 |
| 35                                           | 17. Jan. 2019    | ISBN 978-4-06-513877-9 | 22. Dez. 2020    | ISBN 978-3-551-75219-2 |
| 36                                           | 18. Apr. 2019    | ISBN 978-4-06-514884-6 | 2. März 2021     | ISBN 978-3-551-75220-8 |
| 37                                           | 18. Juni 2019    | ISBN 978-4-06-515676-6 | 4. Mai 2021      | ISBN 978-3-551-75317-5 |
| 38                                           | 18. Sep. 2019    | ISBN 978-4-06-516232-3 | 21. Juni 2021    | ISBN 978-3-551-75318-2 |
| 39                                           | 15. Nov. 2019    | ISBN 978-4-06-517356-5 | 31. Aug. 2021    | ISBN 978-3-551-75319-9 |
| Seven Deadly Sins (Nanatsu no Taizai Gakuen) |                  |                        |                  |                        |
| 1                                            | 17. Feb. 2015    | ISBN 978-4-06-395322-0 |                  |                        |
| 2                                            | 12. Aug. 2015    | ISBN 978-4-06-395459-3 |                  |                        |
| 3                                            | 15. Apr. 2016    | ISBN 978-4-06-395651-1 |                  |                        |
| 4                                            | 16. Dez. 2016    | ISBN 978-4-06-395808-9 |                  |                        |

## Anime-Adaption
Das Studio A-1 Pictures produzierte 2014 eine Anime-Serie auf Grundlage des Mangas. Das Konzept entwarf Shōtarō Suga und die Regie führte Tensai Okamura. Das Charakterdesign wurde von Keigo Sasaki entworfen; der künstlerische Leiter war Hiromichi Itō. Die Erstausstrahlung fand vom 5. Oktober 2014 bis zum 29. März 2015 bei MBS in Japan statt. Animax Asia zeigte die Serie auf Englisch.
Beim Streamingdienst Netflix ist die Serie seit Anfang November 2015 auf Deutsch verfügbar. Die Rechte für eine deutschsprachige Veröffentlichung der Serie auf DVD und Blu-ray Disc sicherte sich Peppermint Anime, das einen Release im Winter 2017 anstrebt.
Am 17. Juni 2015 erschien in Japan ein 24 Minuten langer Film zur Serie als Original Video Animation. Vom 28. August bis 18. September 2016 folgte das vierteilige Fernsehspecial Nanatsu no Taizai: Seisen no Shirushi (七つの大罪 聖戦の予兆). Netflix veröffentlichte diesen am 17. Februar 2017 unter dem Titel The Seven Deadly Sins: Anzeichen eines Heiligen Kriegs.
Die zweite Serienstaffel Nanatsu no Taizai: Imashime no Fukkatsu (七つの大罪 戒めの復活) mit weiteren 24 Folgen wurde in Japan vom 6. Januar bis 30. Juni 2018 ausgestrahlt. Auf Netflix wurden diese ab dem 15. Oktober 2018 unter dem Titel The Seven Deadly Sins: Die Rückkehr der Gebote veröffentlicht.
Eine dritte Staffel mit dem Titel The Seven Deadly Sins: Kaiserlicher Zorn der Götter wurde vom 9. Oktober 2019 bis 25. März 2020 in Japan veröffentlicht. Die Staffel umfasst 24 Episoden.
Eine finale vierte Staffel lief mit dem Titel The Seven Deadly Sins: Urteil des Drachen vom 13. Januar bis 23. Juni 2021. Sie umfasst ebenfalls 24 Folgen.
Vom 8. Oktober 2023 bis 31. März 2024 lief eine 24 Episoden umfassende Anime-Adaption des Ablegers Four Knights of the Apocalypse. Vom 6. Oktober 2024 bis 29. Dezember 2024 folgte eine zweite Staffel, die 12 Folgen beinhaltet.

### Episodenliste
| Episode                                                | japanischer Titel                                                  | deutscher Titel                              | Erstausstrahlung (Japan) |
| The Seven Deadly Sins                                  | The Seven Deadly Sins                                              | The Seven Deadly Sins                        | The Seven Deadly Sins    |
| ------------------------------------------------------ | ------------------------------------------------------------------ | -------------------------------------------- | ------------------------ |
| 1                                                      | Nanatsu no Taizai (七つの大罪)                                     | Die Seven Deadly Sins                        | 5. Okt. 2014             |
| 2                                                      | Seikishi no Ken (聖騎士の剣)                                       | Das Schwert des Heiligen Ritters             | 12. Okt. 2014            |
| 3                                                      | Nemureru Mori no Tsumi (眠れる森の罪)                              | Im Wald der weißen Träume                    | 19. Okt. 2014            |
| 4                                                      | Shōjo no Yume (少女の夢)                                           | Der Traum eines kleinen Mädchens             | 26. Okt. 2014            |
| 5                                                      | Tatoe Anata ga Shindemo (たとえあなたが死んでも)                   | Selbst wenn du sterben solltest              | 2. Nov. 2014             |
| 6                                                      | Hajimari no Uta (はじまりの詩)                                     | Das Gedicht vom Beginn                       | 9. Nov. 2014             |
| 7                                                      | Kandō no Saikai (感動の再会)                                       | Ein rührendes Wiedersehen                    | 16. Nov. 2014            |
| 8                                                      | Osorubeki Tsuisekisha (恐るべき追跡者)                             | Der furchterregende Verfolger                | 23. Nov. 2014            |
| 9                                                      | Ankoku no Myakudō (暗黒の脈動)                                     | Der dunkle Impuls                            | 30. Nov. 2014            |
| 10                                                     | Baizeru Kenka Matsuri (バイゼル喧嘩祭り)                           | Das Vaizei Kampftunier                       | 7. Dez. 2014             |
| 11                                                     | Sekinen no Omoi (積年の想い)                                       | Aufgestaute Gefühle                          | 14. Dez. 2014            |
| 12                                                     | Senritsu no Kanon (戦慄のカノン)                                   | Eine furchtbare Regel                        | 21. Dez. 2014            |
| 13                                                     | Hakai no Shito (破壊の使徒)                                        | Der Engel der Zerstörung                     | 11. Jan. 2015            |
| 14                                                     | Hon wo Yomu Hito (本を読むひと)                                    | Der Vorleser                                 | 18. Jan. 2015            |
| 15                                                     | Anhōryi Naito (アンホーリィ・ナイト)                               | Der unheilige Ritter                         | 25. Jan. 2015            |
| 16                                                     | Karitaterareru Densetsu-tachi (駆り立てられる伝説たち)             | Die Legenden werden provoziert               | 1. Feb. 2015             |
| 17                                                     | Saisho no Gisei (最初の犠牲)                                       | Das erste Opfer                              | 8. Feb. 2015             |
| 18                                                     | Kono Inochi ni Kaete mo (この命にかえても)                         | Selbst, wenn ich dabei sterben sollte        | 15. Feb. 2015            |
| 19                                                     | Machibōke no Yōseiō (まちぼうけの妖精王)                           | Der König der Feen wartet vergebens          | 22. Feb. 2015            |
| 20                                                     | Yūki no Majinai (勇気のまじない)                                   | Fluch des Mutes                              | 1. März 2015             |
| 21                                                     | Ima, Soko ni Semaru Kyōi (今、そこにせまる脅威)                    | Die aufziehende Gefahr                       | 8. März 2015             |
| 22                                                     | Kimi no Tame ni Dekiru Koto (君のためにできること)                 | Was ich für dich tun kann                    | 15. März 2015            |
| 23                                                     | Zetsubō Kōrin (絶望降臨)                                           | Verzweiflung senkt sich nieder               | 22. März 2015            |
| 24                                                     | Eiyū-tachi (英雄たち)                                              | Die Helden                                   | 29. März 2015            |
| The Seven Deadly Sins: Anzeichen eines Heiligen Kriegs |                                                                    |                                              |                          |
| 1                                                      | Kuroki Yume no Hajimari (黒き夢のはじまり)                         | Der dunkle Traum beginnt                     | 28. Aug. 2016            |
| 2                                                      | Futari no Kenka Matsuri (二人の喧嘩祭り)                           | Unser Kampfwettbewerb                        | 4. Sep. 2016             |
| 3                                                      | Hatsukoi wo Oikakete (初恋を追いかけて)                            | Auf der Suche nach der ersten Liebe          | 11. Sep. 2016            |
| 4                                                      | Ai no Katachi (愛のかたち)                                         | Die Gestalt der Liebe                        | 18. Sep. 2016            |
| The Seven Deadly Sins: Die Rückkehr der Gebote         |                                                                    |                                              |                          |
|                                                        | Joshō (-序章-) *                                                   |                                              | 6. Jan. 2018             |
| 1                                                      | Majin-zoku Fukkatsu (魔神族復活)                                   | Wiederbelebung des Dämonen-Clans             | 13. Jan. 2018            |
| 2                                                      | Sonzai to Shōmei (存在と証明)                                      | Existenz und Beweis                          | 20. Jan. 2018            |
| 3                                                      | Jingi Rosutovein (神器ロストヴェイン)                              | Heiliger Schatz Lostvayne                    | 27. Jan. 2018            |
| 4                                                      | Jikkai Shidō (〈十戒〉始動)                                        | Die Zehn Gebote in Bewegung                  | 3. Feb. 2018             |
| 5                                                      | Attōteki Bōryoku (圧倒的暴力)                                      | Überwältigende Gewalt                        | 10. Feb. 2018            |
| 6                                                      | Tsugunai no Seikishi-chō (償いの聖騎士長)                          | Der Heilige Ritter                           | 17. Feb. 2018            |
| 7                                                      | Kioku ga Mezasu Basho (記憶が目指す場所)                           | Wo die Erinnerungen liegen                   | 24. Feb. 2018            |
| 8                                                      | Doruido no Seichi (ドルイドの聖地)                                 | Das Heilige Land der Druiden                 | 3. März 2018             |
| 9                                                      | Ai suru Mono to no Yakusoku (愛する者との約束)                     | Das Versprechen                              | 10. März 2018            |
| 10                                                     | Bokutachi ni Kaketa Mono (僕たちに欠けたもの)                      | Was uns fehlte                               | 17. März 2018            |
| 11                                                     | Chichioya to Musuko (父親と息子)                                   | Vater und Sohn                               | 24. März 2018            |
| 12                                                     | Ai no Arika (愛の在り処)                                           | Wo Liebe gefunden wird                       | 31. März 2018            |
| 13                                                     | Saraba Itoshiki Tōzoku (さらば愛しき盗賊)                          | Leb wohl, mein geliebter Dieb                | 14. Apr. 2018            |
| 14                                                     | Taiyō no Aruji (太陽の主)                                          | Der Meister der Sonne                        | 21. Apr. 2018            |
| 15                                                     | Senritsu no Kokuhaku (戦慄の告白)                                  | Ein erschreckendes Bekenntnis                | 28. Apr. 2018            |
| 16                                                     | Shi no Wana no Meikyū (死の罠の迷宮)                               | Todesfallen-Labyrinth                        | 5. Mai 2018              |
| 17                                                     | Denshō no Monodomo (伝承の者共)                                    | Figuren der Legende                          | 12. Mai 2018             |
| 18                                                     | Sono Hikari wa Ta ga tame ni (その光は誰が為に)                    | Für wen scheint dieses Licht?                | 19. Mai 2018             |
| 19                                                     | Meriodasu vs <Jikkai> (メリオダスvs<十戒>)                         | Meliodas gegen die Zehn Gebote               | 26. Mai 2018             |
| 20                                                     | Kibō o Motomete (希望を求めて)                                     | Auf der Suche nach Hoffnung                  | 2. Juni 2018             |
| 21                                                     | Tashika na Nukumori (たしかな ぬくもり)                            | Wärme des Herzens                            | 9. Juni 2018             |
| 22                                                     | Tsumi no Kikan (〈罪〉の帰還)                                      | Rückkehr der Sünde                           | 16. Juni 2018            |
| 23                                                     | Eiyū, Tatsu! (英雄、立つ！)                                        | Der Held erhebt sich                         | 23. Juni 2018            |
| 24                                                     | Kimi ga Iru Dake de (君がいるだけで)                               | So lange du hier bist                        | 30. Juni 2018            |
| The Seven Deadly Sins: Kaiserlicher Zorn der Götter    |                                                                    |                                              |                          |
| 1                                                      | Yami o Harau Hikari (闇を払う光)                                   | Das Licht, das die Dunkelheit verschluckt    | 9. Okt. 2019             |
| 2                                                      | Sensen no Kioku (聖戦の記憶)                                       | Erinnerungen an den heiligen Krieg           | 16. Okt. 2019            |
| 3                                                      | Hikari Are (光あれ)                                                | Es werde Licht                               | 23. Okt. 2019            |
| 4                                                      | Jikkai vs. Yon Daitenshi (十戒 vs. 四大天使)                       | Die Ten Commandments gegen die vier Erzengel | 30. Okt. 2019            |
| 5                                                      | Kanjou Maelstrom (感情メイルシュトローム)                          | Emotionaler Wirbel                           | 6. Nov. 2019             |
| 6                                                      | Sore o Bokura wa Ai to Yobu (それをボクらは愛と呼ぶ)               | Das ist Liebe                                | 13. Nov. 2019            |
| 7                                                      | Iza Daizai Shuuketsu e!! (いざ 大罪集結へ!!)                       | Versammelt euch, Deadly Sins!                | 20. Nov. 2019            |
| 8                                                      | Ningyou wa Ai o Kou (人形は愛を乞う)                               | Die Puppe sucht Liebe                        | 27. Nov. 2019            |
| 9                                                      | Norowareshi Koibito-tachi (呪われし恋人たち)                       | Das verfluchte Liebespaar                    | 4. Dez. 2019             |
| 10                                                     | Sore ga Bokura no Ikiru Michi (それが僕らの生きる道)               | Das Leben, das wir leben                     | 11. Dez. 2019            |
| 11                                                     | Onnen-tachi wa Nemuranai (怨念たちは眠らない)                      | Die Hasserfüllten finden keine Ruhe          | 18. Dez. 2019            |
| 12                                                     | Ai wa Otome no Chikara (愛は乙女の力)                              | Die Kraft einer Frau ist Liebe               | 25. Dez. 2019            |
| 13                                                     | Saikyou vs. Saikyou (最強 vs. 最凶)                                | Der Stärkste gegen den Gottlosen             | 8. Jan. 2020             |
| 14                                                     | Aratanaru Kyoui (新たなる脅威)                                     | Eine neue Bedrohung                          | 15. Jan. 2020            |
| 15                                                     | Danchou e (団長へ)                                                 | Zum Captain                                  | 22. Jan. 2020            |
| 16                                                     | Nanatsu no Taizai Shuuketsu (七つの大罪終結)                       | Das Ende der Seven Deadly Sins               | 29. Jan. 2020            |
| 17                                                     | Bokutachi no Sentaku (ボクたちの選択)                              | Unsere Wahl                                  | 5. Feb. 2020             |
| 18                                                     | Seija no Koushin (聖者の行進)                                      | Wenn die Heiligen einmarschieren             | 12. Feb. 2020            |
| 19                                                     | Seisen Kyoutei (聖戦協定)                                          | Das Abkommen des Heiligen Krieges            | 19. Feb. 2020            |
| 20                                                     | Kibou no Ko (希望の子)                                             | Kind der Hoffnung                            | 26. Feb. 2020            |
| 21                                                     | Seisen no Makuake (聖戦の幕開け)                                   | Der Beginn des Heiligen Krieges              | 4. März 2020             |
| 22                                                     | Senka no Britannia (戦禍のブリタニア)                              | Das kriegszerstörte Britannia                | 11. März 2020            |
| 23                                                     | Yami ni Yugamu Mono (闇に歪む者)                                   | Von der Dunkelheit verborgen                 | 18. März 2020            |
| 24                                                     | Bousou Suru Ai (暴走する愛)                                        | Tobende Liebe                                | 25. März 2020            |
| The Seven Deadly Sins: Urteil des Drachen              |                                                                    |                                              |                          |
| 1                                                      | Rengoku yori (煉獄より)                                            | Aus dem Fegefeuer                            | 13. Jan. 2021            |
| 2                                                      | Michi to no Souguu (未知との遭遇)                                  | Eine Begegnung mit dem Unbekannten           | 20. Jan. 2021            |
| 3                                                      | Ichizu naru Omoi (一途なる想い)                                    | Eine Zweckgemeinschaft                       | 27. Jan. 2021            |
| 4                                                      | Seisen no Giseisha (聖戦の犠牲者)                                  | Die Opfer des Heiligen Krieges               | 3. Feb. 2021             |
| 5                                                      | Kanashiki Ichigeki (悲しき一撃)                                    | Die Tragödie nimmt ihren Lauf                | 10. Feb. 2021            |
| 6                                                      | Zetsubou ni Tachimukae (絶望に立ち向かえ)                          | Verzweifelter Kampf                          | 17. Feb. 2021            |
| 7                                                      | Kibou to Kattou to Zetsubou (希望と葛藤と絶望)                     | Hoffnung, Konflikt und Verzweiflung          | 24. Feb. 2021            |
| 8                                                      | Kibou e no Tobira (希望への扉)                                     | Die Tür zur Hoffnung                         | 3. März 2021             |
| 9                                                      | Shuuketsu Suru Mono-tachi (集結するものたち)                       | Die Vereinigung                              | 10. März 2021            |
| 10                                                     | Taiyou no Kyuusai (太陽の救済)                                     | Die Errettung der Sonne                      | 17. März 2021            |
| 11                                                     | Kami to Taiji Suru Hito (神と対峙する人)                           | Wer sich einem Gott widersetzt               | 24. März 2021            |
| 12                                                     | Minna ga Kimi no Chikara ni Naru (みんながキミの力になる)          | Wir werden alle deine Stärke sein            | 31. März 2021            |
| 13                                                     | Nagaki Tabi no Shuuchaku (永き旅の終着)                            | Das Ende einer langen Reise                  | 7. Apr. 2021             |
| 14                                                     | Sayonara „Nanatsu no Taizai“ (さよなら<七つの大罪>)                | Lebt wohl, Seven Deadly Sins                 | 14. Apr. 2021            |
| 15                                                     | Shukumei no Kyoudai (宿命の兄弟)                                   | Brüder im Schicksal                          | 21. Apr. 2021            |
| 16                                                     | Saishuu Sensou (最終戦争)                                          | Die letzte Schlacht                          | 28. Apr. 2021            |
| 17                                                     | Kimi no Na o Yobu Koe (キミの名を呼ぶ声)                           | Die Stimme, die deinen Namen ruft            | 5. Mai 2021              |
| 18                                                     | Ou wa Kodoku ni Utau (王は孤独に歌う)                              | Einsam sing der König                        | 12. Mai 2021             |
| 19                                                     | Agaki (あがき)                                                     | Der Kampf                                    | 19. Mai 2021             |
| 20                                                     | Tomo ni Ten o Itadakazu (倶に天を戴かず)                           | Irdische Feinde                              | 26. Mai 2021             |
| 21                                                     | Majo ga Motome Tsuzuketa Mono (魔女が求め続けたもの)               | Der Wille der Hexe                           | 2. Juni 2021             |
| 22                                                     | Konton no ippashi (混沌の一端)                                     | Ein Vorgeschmack auf Chaos                   | 9. Juni 2021             |
| 23                                                     | Eien no Oukoku (永遠の王国)                                        | Ein ewiges Königreich                        | 16. Juni 2021            |
| 24                                                     | Tsugareyuku Mono (継がれゆくもの)                                  | Das Erbe                                     | 23. Juni 2021            |
| OVA                                                    |                                                                    |                                              |                          |
| 1                                                      | Bandetto Ban (バンデット・バン)                                    |                                              | 17. Juni 2015            |
| 2                                                      | Eiyū-tachi no Tawamure – Bangai-henshū (英雄たちの戯れ -番外編集-) |                                              | 12. Aug. 2015            |

### Synchronisation
Die deutsche Fassung entstand im CSC Studio in Hamburg. Die Dialogbücher stammen von Angelika Scharf, Dialogregie führten Angelika Scharf und Bärbel Hinniger.
| Rolle               | japanischer Sprecher (Seiyū) | Synchronsprecher |
| ------------------- | ---------------------------- | --- |
| Meliodas            | Yūki Kaji                    | Patrick Bach |
| Hawk                | Misaki Kuno                  | Daniela Reidies |
| Elizabeth Liones    | Sora Amamiya                 | Arlette Stanschus (Staffel 1–2, 5, Filme) Maria Schröder (Staffel 3–4)                                                                                |
| Diane               | Aoi Yūki                     | Nadine Schreier |
| Ban                 | Tatsuhisa Suzuki             | Rasmus Borowski |
| King                | Jun Fukuyama                 | Tammo Kaulbarsch (Staffel 1–2, 5, Prisoners of the Sky) Heiko Akrap (Staffel 3–4) Patrick Stamme (Cursed by Light)                                    |
| Gowther             | Yūhei Takagi                 | Jesse Grimm (Staffel 1–3, 5, Filme) Benno Lehmann (Staffel 4)                                                                                         |
| Merlin              | Maaya Sakamoto               | Kristina von Weltzien (Staffel 1–2, 5, Filme) Johanna Dost (Staffel 3–4)                                                                              |
| Escanor             | Tomokazu Sugita              | Daniel Kröhnert (Staffel 3–4) Tim Grobe (Staffel 5) Bernd Vollbrecht (Prisoners of the Sky, 1. Synchro) Achim Buch (Prisoners of the Sky, 2. Synchro) |
| Sennett             | Yurie Kobori                 | Franciska Friede |
| Elaine              | Kotori Koiwai                | Julia Fölster |
| Erzähler            | Rintarô Nishi                | Wolf Frass |
| Arthur Pendragon    | Sachi Kokuryu                | Flemming Stein |
| Dreyfus             | Katsuyuki Konishi            | Holger Mahlich |
| Hendrickson         | Yûya Uchiha                  | Benjamin Plath |
| Gilthunder          | Mamoru Miyano                | Tobias Schmidt (Synchronsprecher) |
| Howzer              | Ryôhei Kimura                | Martin May |
| Griamore            | Takahiro Sakurai             | Mario Grete |
| König Bartra Liones | Rintarou Nishi               | Jürgen Holdorf |
| Margaret Liones     | Nana Mizuki                  | Tina Eschmann |
| Veronica Liones     | Hisako Kanemoto              | Tanja Schumann |
| Zaratras            | Rikiya Koyama                | Philipp Wirz |
| Vivian              | Minako Kotobuki              | Marike Otto |
| Jericho             | Marina Inoue                 | Katharina von Keller |
| Guila               | Mariya Ise                   | Marion Elskis |
| Cain Barzad         | Takashi Inagaki              | Manfred Liptow |
| Helbram             | Hiroshi Kamiya               | Kai Henrik Möller |
| Gustav              | Makoto Furukawa              | Johannes Quester |
| Golgius             | Yūichi Nagashima             | Michael Schwager |
| Arden               | Toshiyuki Toyonaga           | Benno Lehmann |
| Ruin                | Atsushi Ono                  | Thomas Fedrowitz |
| Simon               | Ryonosuke Kanemoto           | Mika Jonathan |
| Taizoo              | Ken'ichirô Matsuda           | Wolfgang Berger |
| Jenna               | Himika Akaneya               | Lea Faßbender |
| Zaneri              | Haruka Chisuga               | Uta Kargel |
| Zeal                | Yui Nakajima                 | Lino Böttcher |
| Zhivago             | Junichi Suwabe               | Thomas Nicolai |
| Poura               | Shôgo Yano                   | Elisabeth Milarch |
| Liz                 | Sora Amamiya                 | Marlen Ulonska |
| Gerheade            | Sumire Morohoshi             | Katja Uhlig |
| Freesia             | Megumi Han                   | Friederike Pöschel |
| Slader              | Shin’ichirō Miki             | Walter Wigand |
| Matrona             | Rina Satô                    | Kim Pfeiffer |
| Melascula           | Mao Ichimichi                | Sarah Alles |
| Galand              | Hiroshi Iwasaki              | Sven Brieger |
| Gloxinia            | Yûsuke Kobayashi             | Katharina Kwaschik |
| Drole               | Daisuke Ono                  | Stefan Plepp |
| Grayroad            | Kôji Yusa                    | Oliver Rickenbacher |
| Derieri             | Ayahi Takagaki               | Gabi Mak |
| Monspeet            | Kenjirô Tsuda                | Felix Isenbügel |
| Zeldris             | Yūki Kaji                    | Johannes Walenta |
| Deathpierce         | Yôhei Azakami                | Adam Nümm |
| Deldry              | Emiri Katō                   | Yvonne Johna |
| Denzel              | Rintarô Nishi                | Oliver Trautwein |
| Dämonenkönig        | Shôzô Iizuka                 | Benno Lehmann |
| Gilfrost            | Mamoru Miyano                | Florian Kleine |
| Nerobasta           | Mamiko Noto                  | Karen Schulz-Vobach |

### Musik
Die Musik der Serie wurde komponiert von Hiroyuki Sawano. Für den ersten Vorspann verwendete man das Lied Netsujō no Spectrum (熱情のスペクトラム) von Ikimono-gakari, für das zweite Seven Deadly Sins von Man with a Mission. Die Abspannlieder sind 7-seven- von Flow x Granrodeo und Season von Alisa Takigawa. Letzteres Lied fand auch bei der OVA Verwendung.
Das Fernsehspecial enthält Musik von Hiroyuki Sawano und Takafumi Wada. Der Vorspann wurde unterlegt mit dem Lied Classic von MUCC und das Abspannlied ist Iroasenai Hitomi (色褪せない瞳) von Alisa Takigawa.

## Videospiel
Das auf dem Manga basierende Videospiel Nanatsu no Taizai Shinjitsu no Enzai (七つの大罪 真実の冤罪) wurde von Bandai Namco Games entwickelt und am 11. Februar 2015 für den Nintendo 3DS auf den Markt gebracht. Im März 2018 folge dann mit Seven Deadly Sins – Knights of Britannia für die PlayStation 4 der zweite Titel von Bandai Namco Games. Am 3. März 2020 erschien das Spiel Nanatsu no Taizai hikari to yami no tatakai (七つの大罪光と闇の戦い) vom Südkoreanischen Spieleentwickler Netmarble auch in deutscher Sprache unter dem Namen Seven Deadly Sins Grand Cross für Android und iOS.